# Инвестиционна монета
Инвестиционната монета е монета изработена от благороден метал, като злато, сребро, платина, паладий. Тя е предназначена предимно за инвеститори, като защита от инфлация, колекционери и др., а не за ежедневна употреба като платежно средство. С подобна цел се използват и кюлчетата от благородни метали.
Повечето монети се продават с малка надценка спрямо цената на метала от който са изработени, която включва разходите за сечене и пласмент. Но някои по-редки монети, такива с нумизматична стойност и пр. може да са значително по-скъпи от цената на метала.
Много разпространени са монетите с тегло една унция (31,1 г) или кратни (половин, четвърт, една десета унция).
На много от монетите е изобразен номинал, и по закон те са официално платежно средство в съответната държава, в която са емитирани. Това в някои случаи е свързано с данъчни облекчения. Но стойността на материала е доста по-висока от номинала, и на практика те не се използват в ежедневието, а служат като актив.
В повечето държави покупко-продажбата на златни монети е освободена от данъци или се ползва от облекчения. В ЕС монетите трябва да отговарят на следните условия (директива 98/80/EG):
- Да са сечени след 1800 г.
- да съдържат поне 900/1000 части злато
- да са законно платежно средство в страната, в която са издадени
- пазарната им стойност не трябва да превишава с повече от 80% цената на златото

### Златни монети
| Страна         | Монета               | Чистота           | Изображение |
| -------------- | -------------------- | ----------------- | ----------- |
| Австрия        | Виенски Филхармоници | 999.9 / 24 карата |             |
| Австралия      | Кенгуру              | 999.9 / 24 к      |             |
| Великобритания | Суверен (монета)     | 916.7 / 22 к      |             |
| Великобритания | Britannia            | 999.9 / 24 к      |             |
| Канада         | Mapple Leaf          | 999.9 / 24 к      |             |
| Китай          | Златна панда         | 999 / 24 к        |             |
| Мексико        | Libertad             | 999 / 24 k        |             |
| Русия          | Червонец             |                   |             |
| САЩ            | American Eagle       | 916.7 / 22 к      |             |
| Франция        | Френски франк        | 900 / 21,6 к      |             |
| Швейцария      | Вренели              | 900 / 21,6 к      |             |
| ЮАР            | крюгерранд           | 916.7 / 22 к      |             |

### Сребърни монети
| Страна         | Монета                    | Чистота | Изображение |
| -------------- | ------------------------- | ------- | ----------- |
| Австрия        | Виенски Филхармоници      | 999     |             |
| Великобритания | Britannia                 | 999     |             |
| САЩ            | Американски сребърен орел | 999     |             |